# Kriegerdenkmal Kahlwinkel

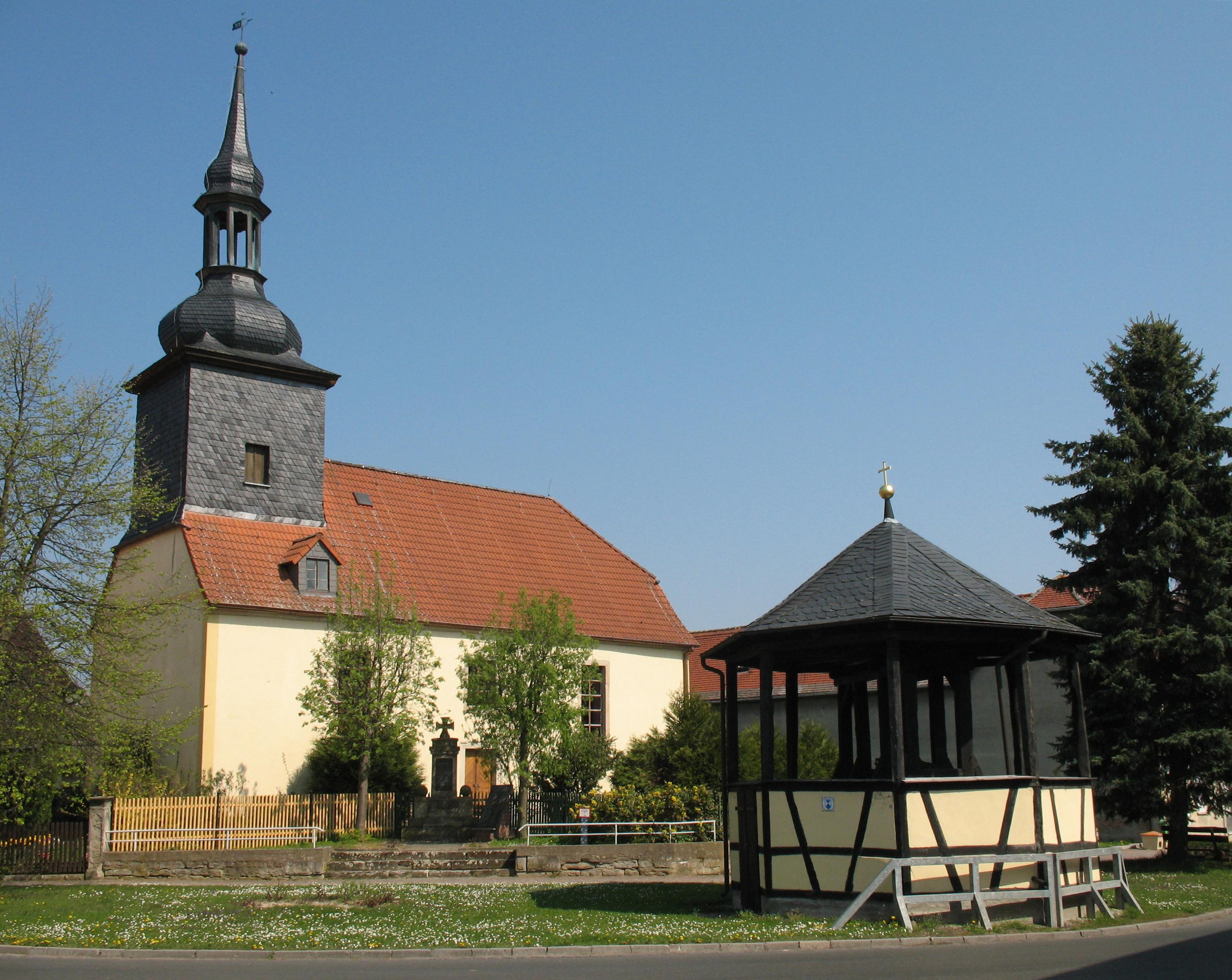
Kriegerdenkmal bei der Kirche

Das Kriegerdenkmal Kahlwinkel ist ein denkmalgeschütztes Kriegerdenkmal in der Ortschaft Kahlwinkel der Gemeinde Finneland in Sachsen-Anhalt. Im örtlichen Denkmalverzeichnis ist der Gedenkstein unter der Erfassungsnummer 094 83894 als Baudenkmal verzeichnet.
Das Kriegerdenkmal von Kahlwinkel befindet sich an der Thomas-Müntzer-Straße, südöstlich der Dorfkirche. Das Kriegerdenkmal besteht aus zwei Teilen. Zum einen aus einer rechteckigen Stele aus behauenen Steinen auf einem Sockel. Die Stele wird von einem Stahlhelm gekrönt. Sie wurde zur Erinnerung der Gefallenen des Ersten Weltkriegs errichtet und enthält die Inschrift Für das Vaterland starben den Heldentod sowie die Namen der Gefallenen. Neben der Stele wurde zum anderen eine Steinplatte mit der Inschrift Unseren Toten Männern, Vätern u. Brüdern der Gemeinde Kahlwinkel zum Gedenken 1939 - 1945. Die Toten mahnen uns auch hier sind die Namen der Gefallenen in der Inschrift enthalten.

## Quelle
- Kriegerdenkmal Kahlwinkel Online, abgerufen am 29. August 2017.